# 安倍なつき
安倍 なつき（あべ なつき、1981年12月13日 - ）は、日本の元AV女優。愛知県出身。
安倍なつみ（モーニング娘。）に顔立ちが似ているとの理由から、芸名もそれに準じている。

## 人物・略歴
趣味は音楽鑑賞、特技はエレクトーンとカラオケ。
2000年8月に『処女宮 ミレニアム』でAVデビュー。1年ほどの活動のち引退した。
2005年前後に安倍真生名義でグラビアモデル等をしていたが、その後の表立った芸能活動は不明である。

## 作品

### アダルトビデオ
1. VHS：処女宮 ミレニアム （2000年8月31日、h.m.p）
2. VHS：官能姫 ミレニアム （2000年9月30日、h.m.p）
3. VHS：《愛撫が恋しくて…》 （2000年10月31日、h.m.p）
4. VHS：浮気な唇 誘惑してあげる （2000年11月30日、h.m.p） ※「愛撫が恋しくて…」のスペシャルメイキングビデオ付きの2本組バージョンも有り
5. VHS：甘い恥蜜 （2000年12月31日、h.m.p）
6. VHS：可愛いフェロモン （2001年2月28日、h.m.p）
7. VHS：あぶない放課後… （2001年3月31日、h.m.p）
8. VHS：なつき、涙 （2001年5月31日、h.m.p）
9. VHS：涙の教育実習生3 （2001年7月31日、h.m.p）
10. VHS：コスプレリクエスト （2001年8月31日、h.m.p）
11. VHS：なまら恋しい… （2001年10月31日、h.m.p）
12. VHS：口全ワイセツ34 （2001年11月30日、h.m.p）

### 再リリース
- DVD：不思議なつき （2000年12月、h.m.p） ※セル版は「これがDVDだ!」というh.m.pの宣伝ディスク付き2枚組
  - 「愛撫が恋しくて…」から“殺人鎮魂歌”、“妄想の中の変態”、“おしかけ花嫁”、“インタラクティブ”を収録
- VHS：ここでエッチして （2001年4月）
  - 「甘い恥蜜」の再編集版
- DVD：my room （2001年5月、ビデオバンク）
- DVD：安倍なつき大全集I （2001年7月、ビデオバンク）
  - 「処女宮ミレニアム」と「甘い恥蜜」をノーカット収録
- DVD：n*a Dream Box （2001年12月、ビデオバンク）
  - デビュー作「処女宮ミレニアム」から「なつき、涙」までの8作品分を完全DVD化（3枚組、うち1枚は作品解説の撮り下ろし映像と作品ダイジェスト）
- DVD：インタラクティブ口全ワイセツ3 （2002年2月10日、h.m.p）
- VHS：なつき異常愛撫（2002年3月、ビデオバンク）
- DVD：安倍なつき大全集II （2002年4月、ビデオバンク）
  - 「涙の教育実習生」と「なまら恋しい…」をノーカット収録
- DVD：なつきマニア （2002年10月、ビデオバンク）
  - 「コスプレリクエスト」の完全版

### ダイジェスト（単体）
- VHS：NATSUKI VERY BEST （2002年2月28日、h.m.p）
- VHS：NATSUKI VERY BEST 2 （2002年6月27日、h.m.p）
- VHS：NATSUKI VERY BEST FINAL （2002年11月28日、h.m.p）
- DVD：SEX BOX （2004年1月21日、h.m.p）
  - 「コスプレリクエスト」以外のVHS作品11本から選りすぐりの映像を収録
- DVD：あのアイドルが新基準モザイクで甦る （2006年8月21日、h.m.p）
  - 「涙の教育実習生」と「口全ワイセツ」以外のVHS作品10本から選りすぐりの映像を収録

### 写真集
- たまご 乳白色の素肌 （2000年10月、バウハウス）撮影：前場輝夫
- Love Song - Hello! Happy Nakky （2001年6月、エム・ウェーブ）撮影：竹内彩
- natsuki （2003年1月、双葉社）撮影：清水清太郎

### イメージビデオ
- VHS：Love Song - Hello! Happy Nakky （2001年9月、レイディックス（現：有限会社アール）） ※2nd.写真集撮影の風景映像
- DVD：着エロリスト （2006年7月、スタイルアート）※安倍真生 名義

## テレビ出演
- のりノリ天国（サンテレビ） アシスタント